# B. G., The Prince of Rap
B. G., The Prince of Rap (* als Bernard Greene am 28. September 1965 in Washington, D.C.; † 21. Januar 2023 in Wiesbaden, Deutschland) war ein US-amerikanischer Rapper und Dance-Musiker.

## Leben und Karriere
Nach Absolvierung der High School diente Bernard Greene in der United States Army und leistete ab 1985 seinen Dienst in Frankfurt am Main, Deutschland.
Sein erfolgreichster Hit This Beat Is Hot erreichte nach seinem Erscheinen 1991 Platz 1 der Billboard Dance/Club Play Charts. Nur ein Jahr später folgte der Hit Take Control of the Party, der Platz 2 der Billboard Dance/Club Play Charts erreichte. Weitere bekannte Singles des Künstlers sind The Color of My Dreams und Stomp.
Bernard Greene starb am 21. Januar 2023 im Alter von 57 Jahren in Wiesbaden.

## Diskografie

### Studioalben
| Jahr | Titel           | Höchstplatzierung, Gesamtwochen, AuszeichnungChartplatzierungen (Jahr, Titel, Platzierungen, Wochen, Auszeichnungen, Anmerkungen) | Höchstplatzierung, Gesamtwochen, AuszeichnungChartplatzierungen (Jahr, Titel, Platzierungen, Wochen, Auszeichnungen, Anmerkungen) | Höchstplatzierung, Gesamtwochen, AuszeichnungChartplatzierungen (Jahr, Titel, Platzierungen, Wochen, Auszeichnungen, Anmerkungen) | Höchstplatzierung, Gesamtwochen, AuszeichnungChartplatzierungen (Jahr, Titel, Platzierungen, Wochen, Auszeichnungen, Anmerkungen) | Höchstplatzierung, Gesamtwochen, AuszeichnungChartplatzierungen (Jahr, Titel, Platzierungen, Wochen, Auszeichnungen, Anmerkungen) | Anmerkungen                        |
| Jahr | Titel           | DE | AT | CH | UK | US | Anmerkungen                        |
| ---- | --------------- | --- | --- | --- | --- | --- | ---------------------------------- |
| 1994 | The Time Is Now | DE42 (9 Wo.)DE | — | — | — | — | Erstveröffentlichung: 16. Mai 1994 |

Weitere Veröffentlichungen
- 1991: The Power of Rhythm
- 1996: Get the Groove On

### Singles
| Jahr | Titel Album                                   | Höchstplatzierung, Gesamtwochen, AuszeichnungChartplatzierungen (Jahr, Titel, Album, Platzierungen, Wochen, Auszeichnungen, Anmerkungen) | Höchstplatzierung, Gesamtwochen, AuszeichnungChartplatzierungen (Jahr, Titel, Album, Platzierungen, Wochen, Auszeichnungen, Anmerkungen) | Höchstplatzierung, Gesamtwochen, AuszeichnungChartplatzierungen (Jahr, Titel, Album, Platzierungen, Wochen, Auszeichnungen, Anmerkungen) | Höchstplatzierung, Gesamtwochen, AuszeichnungChartplatzierungen (Jahr, Titel, Album, Platzierungen, Wochen, Auszeichnungen, Anmerkungen) | Höchstplatzierung, Gesamtwochen, AuszeichnungChartplatzierungen (Jahr, Titel, Album, Platzierungen, Wochen, Auszeichnungen, Anmerkungen) | Anmerkungen                        |
| Jahr | Titel Album                                   | DE | AT | CH | UK | US | Anmerkungen                        |
| ---- | --------------------------------------------- | --- | --- | --- | --- | --- | ---------------------------------- |
| 1991 | This Beat Is Hot The Power of Rhythm          | DE21 (15 Wo.)DE | — | — | — | US72 (9 Wo.)US | Erstveröffentlichung: April 1991   |
| 1991 | Give Me the Music The Power of Rhythm         | DE36 (8 Wo.)DE | — | — | — | — | Erstveröffentlichung: Oktober 1991 |
| 1992 | Take Control of the Party The Power of Rhythm | DE49 (3 Wo.)DE | — | — | UK71 (2 Wo.)UK | — | Erstveröffentlichung: Januar 1992  |
| 1992 | The Power of Rhythm                           | DE49 (4 Wo.)DE | — | — | — | — | Erstveröffentlichung: Mai 1992     |
| 1993 | Can We Get Enough? The Time Is Now            | DE34 (13 Wo.)DE | — | — | — | — | Erstveröffentlichung: Juni 1993    |
| 1994 | The Colour of My Dreams The Time Is Now       | DE13 (20 Wo.)DE | — | CH48 (1 Wo.)CH | — | — | Erstveröffentlichung: April 1994   |
| 1994 | Rock a Bit The Time Is Now                    | DE37 (7 Wo.)DE | — | — | — | — | Erstveröffentlichung: August 1994  |
| 1995 | Can’t Love You The Time Is Now                | DE45 (6 Wo.)DE | — | — | — | — | Erstveröffentlichung: Februar 1995 |
| 1996 | Stomp! Get the Groove On                      | DE53 (10 Wo.)DE | — | — | — | — | Erstveröffentlichung: April 1996   |

Weitere Singles
- 1990: Rap to the World
- 1996: Jump to This (Allnight!)
- 1996: Take Me Through the Night
- 2016: No Limits [Nur digital]
- 2016: No Limits: The Remixes [Nur digital]
- 2017: Never Give Up [Nur digital]
- 2018: The Colour of My Dreams (2018) [Nur digital]
- 2018: So Special [Nur digital]